# Mühlenberg (Stangenhagen)
Der Mühlenberg ist mit 54,5 m ü. NHN Höhe die höchste Erhebung auf der Gemarkung von Stangenhagen, einem Ortsteil der Stadt Trebbin im Landkreis Teltow-Fläming im Land Brandenburg. Die Erhebung liegt östlich des Dorfzentrums zwischen der Neuen Bergstraße im Norden und der Bundesstraße 246 im Süden, die jeweils annähernd in West-Ost-Richtung am Mühlenberg vorbeiführen. Die Erhebung ist bewaldet. Nördlich führt der Wanderweg Rund um den Blankensee des FlämingWalks am Mühlenberg vorbei.
Eine Windmühle erschien erstmals im Jahr 1816 in den Akten. Im Ortschaftsverzeichnis aus dem Jahr 1858 wurde sie als Abbau geführt, ebenso im Jahr 1860. Im 21. Jahrhundert ist das Bauwerk nicht mehr vorhanden.